# De Havilland Albatross
Де Хевілленд Альбатрос (англ. De Havilland Albatross) — британський пасажирський і поштовий літак що розроблявся в середині 30-их років. Літак демонстрував перспективні характеристики і використовував новітні на той час дизайнерські рішення, але розробка і виробництво були припинені з початком Другої світової війни.

## Історія

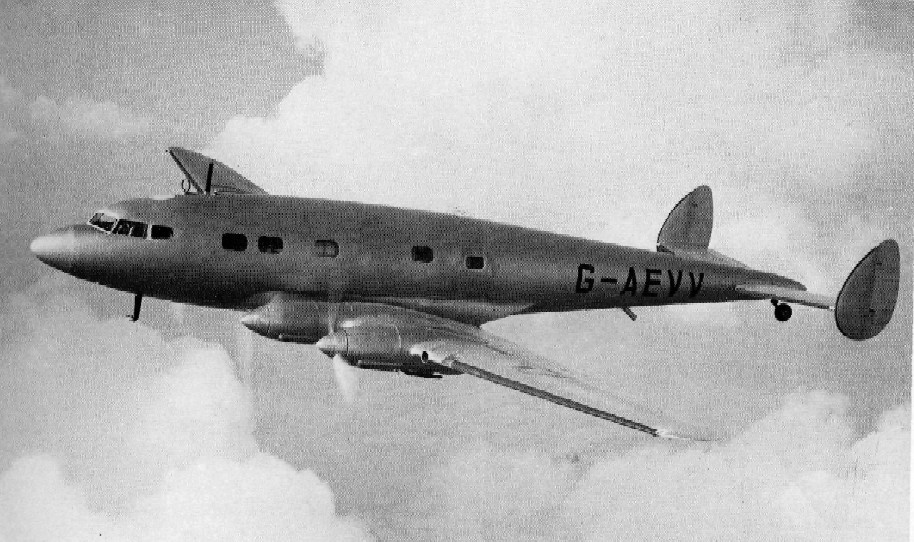
Перший прототип D.H.91 в 1938 році. Після передачі Imperial Airways отримав власне ім'я «Фарадей» (Faraday)

В 1935 році британське Міністерство авіації видало специфікацію 36/35 на створення трансатлантичного поштового літака. Компанія de Havilland запропонувала свій проєкт D.H.91, який мав оригінальні фюзеляж і крила з бальсової фанери, а також новітній двигун De Havilland Gipsy Twelve. Перший прототип злетів в повітря 20 травня 1937 року, згодом був готовий і другий який мав дещо покращений хвіст. Після аварії другого прототипа, який розломився при тестуванні посадки з перевантаженням було посилено фюзеляж. Сам другий літак було відремонтовано, і разом з першим прототипом передано авіакомпанії Imperial Airways. Хоча літак проєктувався як поштовий, решта п'ять виготовлених літаків були пасажирськими, які обладнувались місцями для 22 пасажирів, а також більшою кількістю вікон.
Всі побудовані літаки ввійшли в парк Imperial Airways і згодом її наступниці British Overseas Airways Corporation, де отримали власні назви і використовувались для перельотів з Британії в Португалію, а також в середині країни. Після початку Другої світової війни два поштові літаки були передані 271-й ескадрильї для перевезень між Глазго і Рейк'явіком, але обидва були пошкодженні без можливості ремонту за півтора року.

## Літаки
- Faraday (цивільний індекс G-AEVV) — поштовий літак переданий Imperial Airways в серпні 1939 року. Після передачі в 271-у ескадрилью отримав номер AX903. Втрачений в аварії при посадці в Рейк'явіку 11 серпня 1941 року.[2]
- Franklin (цивільний індекс G-AEVW) — поштовий літак, після передачі ВПС отримав серійний номер AX904. Був списаний після аварії при посадці в Рейк'явіку 7 квітня 1942 року.[2]
- Frobisher (цивільний індекс G-AFDI) — пасажирський літак переданий Imperial Airways в 1938 році. Був втрачений при нальоті німецької авіації 20 грудня 1940 року.[2]
- Falcon (цивільний індекс G-AFDJ) — пасажирський літак переданий Imperial Airways в 1938 році. Був списаний через брак запчастин в вересні 1943 року.[2]
- Fortuna (цивільний індекс G-AFDK) — пасажирський літак переданий Imperial Airways в 1939 році. Списаний після аварійної посадки в аеропорту Шеннон 16 липня 1943 року.[2]
- Fingal (цивільний індекс G-AFDL) — пасажирський літак переданий Imperial Airways в 1939 році. Втрачений під час аварійної посадки біля Паклчерчу[en] (Південний Глостершир) 6 жовтня 1940 року.[2]
- Fiona (цивільний індекс G-AFDM) — пасажирський літак переданий Imperial Airways в 1939 році. Був списаний через брак запчастин в вересні 1943 року.[2]

## Тактико-технічні характеристики
Дані з Consice Guide to British Aircraft of World War II

### Технічні характеристики
- Екіпаж: 4 особи (+ 22 пасажири)
- Довжина: 21,79 м
- Висота: 6,78 м
- Розмах крила: 32,0 м
- Площа крила: 100,15 м ²
- Маса порожнього: 9630 кг
- Максимальна злітна маса: 13 381 кг
- Двигуни: 4 × De Havilland Gipsy Twelve
- Потужність: 4 × 525 к. с. (391 кВт.)

### Льотні характеристики
- Максимальна швидкість: 362 км/год
- Крейсерська швидкість: 338 км/год
- Дальність польоту: 1674 км
- Практична стеля: 5455 м